# Comtés du Commonwealth du Kentucky
L'État américain du Kentucky est divisé en 120 comtés (counties).

## Description générale
Malgré son classement au 37e rang des États en fonction de la superficie, le Kentucky compte 120 comtés ce qui le classe au troisième rang derrière le Texas (254 comtés) et la Géorgie (159 comtés). À l'origine il était fait en sorte que les résidents à l'époque des routes non carrossables et des voyages à cheval puissent faire un aller-retour de leur domicile au siège du comté et vice-versa en une seule journée. Plus tard, la politique a commencé à jouer un rôle, les citoyens en désaccord avec le gouvernement d'un comté ayant simplement demandé à l'État d'en créer un nouveau. Aujourd'hui, 20 des 120 comtés comptent moins de 10 000 habitants et la moitié en ont moins de 20 000. La population moyenne était à de 37 117 habitants par comté.
La Constitution du Kentucky de 1891 a fixé des contraintes strictes à la création d'un nouveau comté, stipulant :
1. une superficie minimale de 400 milles carrés (1 036 km2) ;
2. une population d'au moins 12 000 personnes ;
3. ne pas réduire la superficie d'un comté existant à moins de 400 milles carrés ;
4. ne pas réduire la population d'un comté existant à moins de 12 000 personnes ;
5. ne pas fixer les limites géographiques du nouveau comté à moins de 16 kilomètres d'un siège de comté existant.

Ces réglementations ont freiné la prolifération des comtés du Kentucky. Depuis la Constitution de 1891, seul le comté de McCreary a été légalement créé, en 1912. 
Étant donné que le plus grand comté actuel, le comté de Pike, a une superficie de 2 041 km2, il est désormais impossible de créer un nouveau comté à partir d'un seul comté existant. Tout comté qui sera créé de cette manière réduira nécessairement la superficie de l'ancien comté à moins de 1 000 km2. En revanche, il est toujours possible de former un nouveau comté à partir de parties de plus d'un comté existant ; Le comté de McCreary a été formé de cette manière, à partir de parties des comtés de Wayne, Pulaski et Whitley.
35 comtés portent un nom inédit, tandis que chacun des 85 autres comtés a un ou plusieurs homonymes exacts dans d'autres États de l'Union.

## Liste des comtés
- Adair
- Allen
- Anderson
- Ballard
- Barren
- Bath
- Bell
- Boone
- Bourbon
- Boyd
- Boyle
- Bracken
- Breathitt
- Breckinridge
- Bullitt
- Butler
- Caldwell
- Calloway
- Campbell
- Carlisle
- Carroll
- Carter
- Casey
- Christian
- Clark
- Clay
- Clinton
- Crittenden
- Cumberland
- Daviess
- Edmonson
- Elliott
- Estill
- Fayette
- Fleming
- Floyd
- Franklin
- Fulton
- Gallatin
- Garrard
- Grant
- Graves
- Grayson
- Green
- Greenup
- Hancock
- Hardin
- Harlan
- Harrison
- Hart
- Henderson
- Henry
- Hickman
- Hopkins
- Jackson
- Jefferson
- Jessamine
- Johnson
- Kenton
- Knott
- Knox
- LaRue
- Laurel
- Lawrence
- Lee
- Leslie
- Letcher
- Lewis
- Lincoln
- Livingston
- Logan
- Lyon
- Madison
- Magoffin
- Marion
- Marshall
- Martin
- Mason
- McCracken
- McCreary
- McLean
- Meade
- Menifee
- Mercer
- Metcalfe
- Monroe
- Montgomery
- Morgan
- Muhlenberg
- Nelson
- Nicholas
- Ohio
- Oldham
- Owen
- Owsley
- Pendleton
- Perry
- Pike
- Powell
- Pulaski
- Robertson
- Rockcastle
- Rowan
- Russell
- Scott
- Shelby
- Simpson
- Spencer
- Taylor
- Todd
- Trigg
- Trimble
- Union
- Warren
- Washington
- Wayne
- Webster
- Whitley
- Wolfe
- Woodford

## Source
- (en) Cet article est partiellement ou en totalité issu de l’article de Wikipédia en anglais intitulé « List of counties in Kentucky » (voir la liste des auteurs).